# Jan Pieter Tuinstra
Jan Pieter Tuinstra (Buitenpost, 1971) is een Nederlandse filmmaker en director of photography.
Na het vwo volgde Tuinstra de audiovisuele richting van de Academie voor Beeldende Kunsten Sint-Joost in Breda. In 1995 studeerde hij af als regisseur met twee documentaire films. 
Na een aantal jaren als regisseur te hebben gewerkt voor commerciële opdrachten, videokunstprojecten en later televisie, specialiseerde hij zich in camerawerk. Naast onafhankelijke producenten werkt hij vaak voor BNNVARA, NTR en VPRO.

## Filmografie
- Allen tegen Allen, camera (2019)
- Het oorlogsdagboek van Riet Hoogland (2019)
- Naar Nieuw-Zeeland (2019)
- Ik heb het niet gedaan (2019)
- Hollands landschap (2018)
- Otherland (2018)
- Olympische portretten (2018)
- De ondergang van de Imhoff (2017)
- Vrouw slaat man (2017)
- Enkele reis naar het kalifaat (2016)
- De Aanklagers (2016)
- De Muur, het tweede seizoen (2016)
- Buenaventura (2015)
- Novaja Gazeta (2015)
- De pen en het zwaard (2015)
- Suriname revisied (2015)
- Indy 500 (2015)
- Botenkerkhof (2015)
- De IJzeren Eeuw (2015)
- Verzet in Benschop (2015)
- Bij ons in de Jordaan (2015)
- Jan Lammers in de Formule 1 (2014)
- De Muur - Belfast (2014)
- Amsterdam een kolere stad (2014)
- Land zonder paupers (2014)
- Plastic Soup  (2014)
- De Muur (2014)
- Na de bevrijding (2014)
- Terug naar Lake Placid (2014)
- Wintertuin van Piet Oudolf (2013)
- Greenchoice (2013)
- Clara Meyer-Wichman penning (2013)
- Black metal uit Beieren (2013)
- Zoutwoestijn (2013)
- Overwinning voor de communisten (2013)
- Zeilen met Barry (2013)
- Yu Di Korsau (2013)
- Onderweg naar Frank Martinus Arion (2013)
- Na de bevrijding (2013)
- Uitgezet naar Armenië (2013)
- Uitgezet naar Angola (2013)
- Boven is het stil (2013)
- Jongensdromen 1 De ideale auto; montage (2001)
- Ricochet, regie, scenario (1995)
- Tocht naar het einde van een reis, scenario, montage en regie (1994)
- Extremadura, scenario en regie (1994)

## Erkenning
Samen met Thomas Blom won Tuinstra in 2012 de eerste Herman Kuiphof Wisselbeker. Ze kregen deze prijs voor het voor Andere Tijden Sport gemaakte Het mysterie Foekje Dillema.
In 1995 won hij een Gouden Kalf voor zijn eindexamenfilm Tocht naar het einde van een reis. Dit reisverslag is gebaseerd op de novelle The Cornet van Rainer Maria Rilke. De film beschrijft de gedachten van een Duitse soldaat tijdens de oorlog tegen de Turken in 1663.
In 2021 won hij samen met Piet de Blaauw voor De Sobibor Tapes - de vergeten interviews van Jules Schelvis De Tegel in de categorie Achtergrond. De documentaire toont de opstand van een groep gevangenen in vernietigingskamp Sobibor op 14 oktober 1943.